# نراد خینگان
نراد خینگان (نام علمی: Abies nephrolepis) نام یک گونه از سرده نراد است.